# 二条為明
二条 為明（にじょう ためあき）は、鎌倉時代から南北朝時代にかけての公卿・二条派の歌人。勅撰和歌集「新拾遺和歌集」の撰者。

## 概要・来歴
永仁3年（1295年）に、父・二条為藤（歌道家・二条家の嫡流・二条為世の二男）、母・吉田経長娘の一男として生まれる。
正和4年（1315年）に歌会「花十首寄書」に参加し、うち2首が勅撰集に入集した（この時の詠歌が現存する最古のもの）。
元徳2年（1330年）、『太平記』「巻2 僧徒六波羅召捕事付為明詠歌事」によると、「鎌倉幕府方は後醍醐天皇の討幕の企てを察知し、討幕調伏を行ったとされる僧徒らとともに為明を捕縛した。幕府方は為明を拷問にかけ白状させることを企図するが、為明は白状する代わりに詠歌を行った。幕府方はその歌に感嘆し、為明を放免した。」とされる。
元弘元年/元徳3年（1331年）、元弘の変で後醍醐天皇らとともに捕縛され、翌元弘2年/元徳4年（1331年）の尊良親王の土佐への配流に侍従、元弘3年（1333年）鎌倉幕府が滅亡すると尊良親王とともに帰京した。
延元元年/建武3年（1336年）に建武の乱の敗北で後醍醐天皇は吉野に逃れるが、為明ほか二条家の歌人は京に残留した。
観応の擾乱により南朝の勢力が盛り返すと、正平6年/観応2年（1351年）頃には南朝に再び接近するが、正平10年/文和4年（1355年）頃までに帰京した。
正平11年/延文元年（1356年）には北朝の後光厳天皇が撰集を下名した勅撰和歌集（新千載和歌集）の連署に列した。天平17年/康安2年（1362年）には後光厳天皇に古今伝授を行う。天平18年/貞治2年（1363年）には足利義詮の執奏により後光厳天皇より勅撰和歌集の撰集が下名された（新拾遺和歌集）。天平19年/貞治3年（1364年）4月に「新拾遺和歌集」四季部6巻を奏覧。その後も編纂を続ける予定であったが、同年10月に死去、享年70歳。
岐阜聖徳学園大学教授の安田徳子は、二条家非嫡流の微妙な立場や南北朝の動乱を乗り越えて最晩年には撰者として勅撰和歌集の撰集も一応全うした為明の生涯を、「動乱期を生き抜いた歌人の忍耐強く図太い有り様を如実に示した」と評している。
為明筆（含む「伝」）の写本類が現代まで伝えられており、伝為明筆「手鑑『藻塩草』続古今和歌集巻第十断簡（朝倉切）」1帖が国宝に、為明筆「古今和歌集」1帖及び伝為明筆「狹衣」4帖が重要文化財に指定されている。

## 官歴
- 永仁4年（1296年） - 2歳、従五位下（誉子内親王当年御給）[18]。
- 徳治3年（1308年） - 14歳、侍従[6]。
- 延慶4年（1311年） - 17歳、1月に従四位下、3月に左近権少将[6]。
- 文保2年（1318年） - 24歳、従四位上[4]。
- 文保3年（1319年） - 25歳、左少将[4]。
- 元応3年（1321年） - 27歳、正四位下[4]。
- 元亨2年（1323年） - 29歳、左少将解任[4]。
- 正中3年（1326年） - 32歳、左中将[19]。
- 嘉暦2年（1327年） - 33歳、左中将辞任[19]。
- 元徳2年（1330年） - 36歳、右兵衛督に就任するも5日後に辞任[19]。
- 正平2年/貞和3年（1347年） - 53歳、北朝より従三位[13]。
- 正平6年/観応2年（1351年） - 57歳、南朝にて参議となるも年内に帰京・解任[13][14]。
- 正平7年/観応3年（1352年） - 58歳、南朝にて参議に再任[13]、その後の正平10年/文和4年（1355年）頃までに帰京[14]。
- 正平11年/延文元年（1356年） - 62歳、北朝にて参議[20]。
- 正平12年/延文2年（1357年） - 63歳、権中納言兼侍従[20][5]。
- 天平14年/延文3年（1358年） - 64歳、讃岐権守を兼任[20]。
- 天平15年/延文5年（1359年） - 65歳、正三位[2]。
- 天平16年/延文6年（1360年） - 66歳、権中納言を辞退[2]。
- 天平18年/貞治2年（1363年） - 69歳、権中納言に復任[2]。
- 天平19年/貞治3年（1364年） - 70歳、民部卿[3]。

## 系譜
- 父：二条為藤（1275-1324）
- 母：吉田経長娘
- 妻：不詳
  - 女子
  - 女子

## 詠歌
- 「足引の 遠山ざくら さきぬらし 霞みてかかる 峰の白雲」新千載和歌集（80）[9]。
- 「家づとに 折つる花も いたづらに かへさわするる 山ざくらかな」新拾遺和歌集（138）[9]。
- 「さりともと 猶たのみしは とし月を へだてぬほどの つらさなりけり」続千載和歌集（1542）[4]。
- 「あだにのみ 散るてふ花の かり衣 きても山路に 日数へにけり」続後拾遺和歌集（104）[4]。
- 「ひたすらに 恨みても又 いかならむ つらきかぎりの なからましかば」新千載和歌集（1639）[4]。
- 「よしやわが ふりぬれば又 げにぞいとふ つねに恋しき 君が来まさぬ」続草庵集（537）[19]。
- 「思ひきや わが敷島の 道ならで うき世のことを とはるべしとは」太平記（巻2）[10]。
- 「いとせめて うき人やりの 道ながら 同じ宿りと 聞くぞうれしき」新葉和歌集（514詞書）[10]。
- 「のぼりえぬ 此一さかは たらちねの いさめし道や ふみたがへけん」新千載和歌集（1927）[20]。
- 「ちりの身に つもれる庭の 訓まで いともかしこく きおえあげてき」新拾遺和歌集（1777）[5]。